# هزار سال عشق
هزار سال عشق (انگلیسی: Thousand Years of Love; کره‌ای: 천년지애) یک مجموعه تلویزیونی کره جنوبی سال ۲۰۰۳ با بازی سو جی سوب و سونگ یو ری است. این مجموعه از ۲۲ مارس تا ۲۵ مه ۲۰۰۳ روزهای شنبه و یکشنبه ساعت ۲۱:۴۵ (کی‌اس‌تی) از اس‌بی‌اس برای ۲۰ قسمت پخش شد.